# الخائنة (فلم)
الخائنة أو غير المخلصة (بالإنجليزية: Unfaithful) هو فيلم دراما أمريكية أنتج في عام 2002 الفيلم من إخراج ادريان لين، وتكييفها من قبل ألفين وسارجينت برويلس ويليام الابن من الأفلام الفرنسية عن المرأة وinfidèle من كلود chabrol. ومن حوالي كونستانس (ديان لين) وإدوارد (ريتشارد جير)، وهما زوجان يعيشان في ضواحي مدينة نيويورك التي بميل خطير وغني عن الزواج وقالت أنها عندما ينغمس في الزانيه العلاقة المؤقتة مع بول (أوليفر مارتينيز)، تاجر كتب غامض.

## وصلات خارجية
- مقالات تستعمل روابط فنية بلا صلة مع ويكي بيانات
- الخائنة على موقع أول موفي.